# Premolo
Premolo là một đô thị ở tỉnh Bergamo trong vùng Lombardia của nước Ý, có vị trí cách khoảng 70 km về phía đông bắc của Milano và khoảng 25 km về phía đông bắc của Bergamo. Tại thời điểm ngày 31 tháng 12 năm 2004, đô thị này có dân số 1.094 người và diện tích là 18,3 km².
Premolo giáp các đô thị: Ardesio, Gorno, Oltre il Colle, Oneta, Parre, Ponte Nossa.